# Мару Рошу (Браила)
Мару Рошу (рум. Măru Roșu) насеље је у Румунији у округу Браила у општини Инсурацеј. Oпштина се налази на надморској висини од 33 m.

## Становништво
Према подацима из 2002. године у насељу је живело 126 становника, од којих су сви румунске националности.